# Tratado de Batum
El Tratado de Batum fue un acuerdo entre la República Democrática de Armenia y el Imperio otomano, firmado en Batum el 4 de junio de 1918, durante el inicio de la partición del Imperio otomano. Constaba de catorce artículos y fue el primer tratado de la Armenia independiente. Se rubricó mientras el Ejército del Islam, una fuerza otomana que buscaba conquistar nuevas tierras, se encontraba a siete kilómetros de Ereván y solo a diez kilómetros de Echmiadzin. Mediante este tratado, el imperio recuperó el Cáucaso suroccidental (Ajalkalaki, Batum, Guiumri, Julfa, Masis y Najicheván)
Quince días después de que se firmase el tratado, se solicitó que los delegados armenios acudiesen a la capital otomana, Constantinopla. El tratado debía ser examinado y ratificado por los Imperios Centrales. 
Fue objeto de controversia, ya que el general Andranik había abandonado el Gobierno del Dashnaktsutiun, se había negado a aceptar las fronteras estipuladas en él, había continuado combatiendo y había proclamado un nuevo Estado llamado República de la Armenia Montañosa. En 1918, sus actividades se concentraron en el Zanghezur-Karabaj, zona que unía el Imperio otomano y la República Democrática de Azerbaiyán. Ambos países cayeron posteriormente bajo el control de la Unión Soviética, por el Tratado de Kars.
En los territorios que se entregaron al imperio, la mayoría de los 1 250 000 habitantes de antes de la guerra había sido armenia, más de 400 000 de ellos concentrados en el sector cedido de la provincia de Ereván.